# 히카타촌
히카타촌(日形村)은 이와테현 니시이와이군에 설치되었던 촌이다. 현재의 이치노세키시에 해당한다.

## 연혁
- 1889년 4월 1일 - 정촌제 시행과 함께 니시이와이군 히카타촌이 성립하였다.
- 1955년 1월 1일 - 하나이즈미촌, 오이마쓰촌, 나가이촌, 유시마촌, 와쿠쓰촌과 합병해 하나이즈미정이 되었다.

## 참고 문헌
- 『이와테현 정촌 합병지』(이와테현 총무부 지방과, 1957년)